# Balkan-Cup 1947
Der 9. Balkan-Cup war ein Wettbewerb für Fußballnationalmannschaften von Staaten aus der Balkanregion. Die Spiele fanden von Mai bis Oktober 1947 statt und bildeten zugleich die sogenannte "zentral-europäische Meisterschaft". In diesem Jahr gab es keinen festen Gastgeber, stattdessen bestritt jedes Team je zwei Heim- und Auswärtspartien. Wie im Vorjahr nahmen Albanien, Bulgarien, Rumänien und Jugoslawien am Turnier teil. Hinzu kam noch Ungarn, welches erstmals überhaupt am Start stand. Jede Mannschaft spielte im Gruppenmodus einmal gegen jeden Gegner. Den Titel sicherte sich Ungarn, das nach dem 3:2-Sieg zum Auftakt in Jugoslawien seine letzten drei Partien souverän und ohne Gegentor gewinnen konnte und mit Ferenc Deák (fünf Treffer) auch den Torschützenkönig stellte. Titelverteidiger Albanien hingegen verlor in diesem Jahr alle Spiele und wurde Letzter.

## Ergebnisse
Tabelle nach Zwei-Punkte-Regel.
| Pl. | Land        | Sp. | S | U | N | Tore    | Diff. | Punkte |
| --- | ----------- | --- | - | - | - | ------- | ----- | ------ |
| 1.  | Ungarn      | 4   | 4 | 0 | 0 | 018:200 | +16   | 08     |
| 2.  | Jugoslawien | 4   | 3 | 0 | 1 | 011:700 | +4    | 06     |
| 3.  | Rumänien    | 4   | 2 | 0 | 2 | 008:800 | ±0    | 04     |
| 4.  | Bulgarien   | 4   | 1 | 0 | 3 | 005:140 | −9    | 02     |
| 5.  | Albanien    | 4   | 0 | 0 | 4 | 002:130 | −11   | 0      |

|                              |   |             |     |
| 25. Mai 1947 in Tirana       |   |             |     |
| Albanien                     | – | Rumänien    | 0:4 |
| 15. Juni 1947 in Sofia       |   |             |     |
| Bulgarien                    | – | Albanien    | 2:0 |
| 22. Juni 1947 in Bukarest    |   |             |     |
| Rumänien                     | – | Jugoslawien | 1:3 |
| 29. Juni 1947 in Belgrad     |   |             |     |
| Jugoslawien                  | – | Ungarn      | 2:3 |
| 6. Juli 1947 in Sofia        |   |             |     |
| Bulgarien                    | – | Rumänien    | 2:3 |
| 17. August 1947 in Budapest  |   |             |     |
| Ungarn                       | – | Bulgarien   | 9:0 |
| 20. August 1947 in Budapest  |   |             |     |
| Ungarn                       | – | Albanien    | 3:0 |
| 14. September 1947 in Tirana |   |             |     |
| Albanien                     | – | Jugoslawien | 2:4 |
| 12. Oktober 1947 in Zagreb   |   |             |     |
| Jugoslawien                  | – | Bulgarien   | 2:1 |
| 12. Oktober 1947 in Bukarest |   |             |     |
| Rumänien                     | – | Ungarn      | 0:3 |